# Aroapyrgus alleei
Aroapyrgus allei es un diminuto caracol de agua dulce que se encuentra en México, Centroamérica, Colombia y Ecuador.
La concha mide 53 mm de longitud  por 13 mm de ancho, res lisa de color ámbar o crema brillante con espiras bien redondeadas; el opérculo delgado y córneo ámbar amarillento.
De hábitos diurnos, se alimenta de plantas acuáticas.